# 宮崎次彦
宮崎 次彦（みやざき つぎひこ、1891年（明治24年）6月9日 - 1976年（昭和51年）2月）は、大日本帝国陸軍軍人。最終階級は陸軍少将。

## 経歴
1891年（明治24年）に鳥取県で生まれた。陸軍士官学校第25期卒業。1938年（昭和13年）3月に騎兵第12連隊長に就任し、1940年（昭和15年）3月9日に陸軍騎兵大佐に進級して、8月1日に軍馬補充部十勝支部長に転じた。1943年（昭和18年）3月には騎兵第3連隊長（支那派遣軍・第11軍・第3師団）に就任し、中国戦線に出動。応山に駐屯し、湘桂作戦などに出撃した。
1945年（昭和20年）3月9日に旭川連隊区司令官に就任したが、3月31日に旭川地区司令部部員となり、6月10日に陸軍少将に進級した。